# Шлиссельбургские пороховые заводы

Обложка юбилейного альбома. 1909 г.

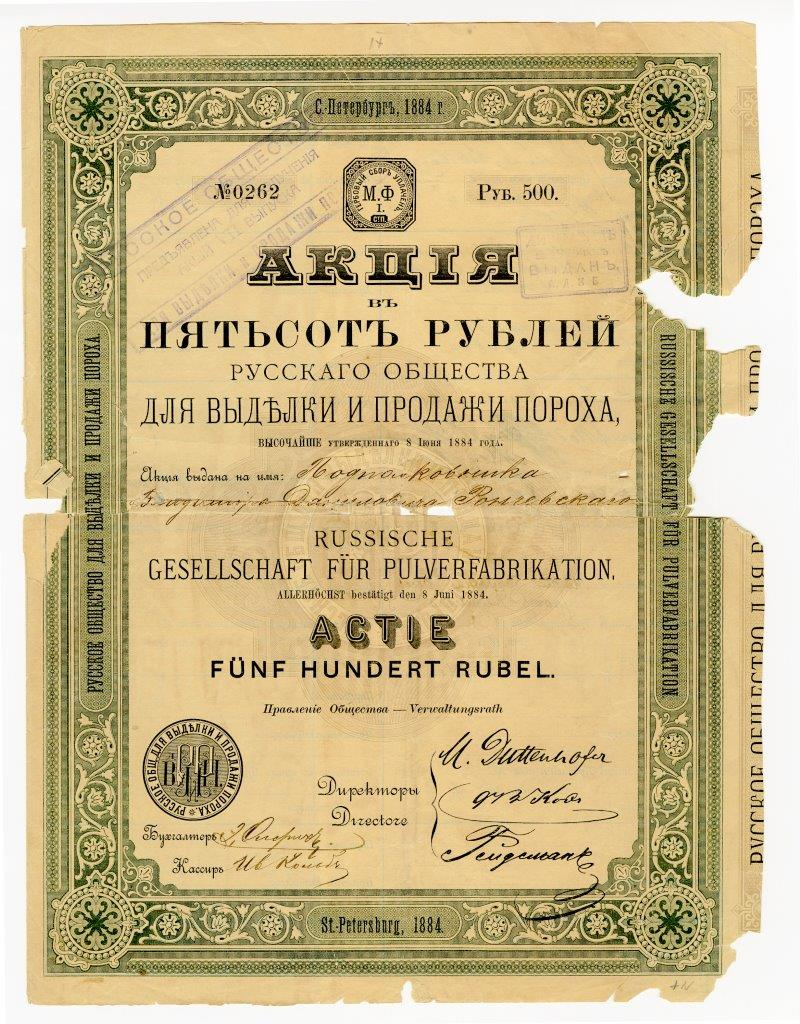
Акция именная в 500 руб. Русского общества для выделки и продажи пороха. С.-Петербург, 1884 г.

Шлиссельбу́ргские пороховы́е заво́ды (Заводы Русского Общества для выделки и продажи пороха, ныне[когда?] Завод им. Морозова) и посёлок при них (ныне Посёлок имени Морозова, в просторечии «Морозовка») расположены в юго-восточной части Всеволожского района Ленинградской области, на правом берегу Невы, у её истока, напротив города Шлиссельбурга (в 1944—1991 гг. — Петрокрепости) и древней русской крепости «Орешек».

## История возникновения и развития Шлиссельбургских пороховых заводов и посёлка при них
До конца XIX столетия земли на этих низких болотистых берегах пустовали и лишь в начале восьмидесятых годов XIX века здесь были заложены первые корпуса нового крупного химического предприятия — порохового и связанных с ним подготовительных и сопутствующих производств.
Шлиссельбургские пороховые заводы построены «Русским Обществом для выделки и продажи пороха», основанным в 1884 году, на землях, бывших во владении действительного статского советника В. А. фон Ренненкампфа.
Основные капиталы принадлежали немецким промышленникам, застройка участка велась по проектам германских инженеров и технологов и в немецких строительных традициях.
Достоверные сведения об истории завода и первых годах его существования получить крайне затруднительно — следы заводского архива затерялись в неразберихе военных и революционных лет. По этой причине история заводов излагается дословно со страниц единственно доступного на сегодня источника — юбилейного издания «Заводы Русского Общества для выделки и продажи пороха»:

"[…]Во время русско-турецкой кампании 1877-78 годов оказалось, что казённые заводы не успевали снабжать нашу армию достаточным запасом упомянутого пороха (прессованным крупнозернистым и призматическим), вследствие чего Военное Министерство обратилось с заказами к заграничным заводам, причём, при содействии фирмы Крупп, им были получены значительные партии чёрного призматического пороха от Ротвейльского и Рейнско-Вестфальского заводов.
Обстоятельство это указало на ту пользу, которую могла бы принести частная промышленность делу обороны страны устройством завода, приспособленного к производству специальных военных порохов, так как этим самым можно было бы избежать расширения на случай войны, обычной, в мирное время, производительности казённых заводов, что было бы крайне невыгодно с экономической точки зрения. Эта роль буфера, которую могла бы выполнить с успехом, по отношению к казённым заводам, частная промышленность, побудила генерал-адъютанта генерала от инфантерии Графа Дмитрия Алексеевича Милютина, бывшего в то время Военным Министром, возбудить вопрос о насаждении у нас, по примеру большинства заграничных государств, частных промышленных предприятий для поставки в казну боевых припасов, причём им было поручено тогдашнему военному агенту в Берлине фон Далеру вступить в соответственные предварительные переговоры с фирмами, поставлявшими в армию порох во время войны.
Настоящее предложение было встречено весьма сочувственно директором порохового завода в Ротвейле-на Неккаре, коммерции советником Максом Дуттенгофером и генеральным директором соединённых Рейнско-Вестфальских пороховых заводов Иоган-Непомук Гейдеманом и лица эти, взяв на себя труд по управлению новым предприятием, не замедлили отбыть в Россию в целях организации его.
Немало затруднений представил на первых порах выбор соответственного места для постройки завода, так как в данном случае пришлось считаться не только с экономической стороной предприятия, но и со многими другими требованиями, обусловленными как специальным его назначением, так и характерными особенностями, присущими данному производству. В поисках за подходящим местом, были осмотрены многие губернии, и наиболее пригодной оказалась местность, расположенная на правом берегу р. Невы напротив города Шлиссельбурга, на которой и было решено окончательно остановиться.
…В целях оказания возможной поддержки молодому предприятию, на первых же порах его возникновения, Военным Министром было признано возможным, ещё до постройки завода, заключить 10 июля 1881 года контракт касательно поставки в казну 25 000 пудов ружейного пороха, что оказалось осуществимым благодаря участию в предприятии В. Д. Рончевского. С назначением Военным Министром генерал-адъютанта П. С. Ванновского, им было поставлено условием, чтобы новое предприятие образовало вполне самостоятельное русское акционерное общество и ни в коем случае не являлось бы филиальным отделением заграничного завода. Так как по закону собственниками и содержателями пороховых заводов могут быть только лица, состоящие в русском подданстве, то вопрос о легализации Общества, в виду участия в предприятии заграничных директоров, чрезвычайно усложнился и Высочайшее утверждение Устава Общества воспоследовало только 8 июня 1884 года, с какового момента и началась жизнь учреждения в той юридической форме, которую оно сохранило до сей поры.
…Тем временем постройка завода в упомянутой выше местности шла своим чередом на участке в 250 десятин, арендованном у владельца земли д. с. с. В. А. Ренненкампфа, и в декабре 1883 г. было приступлено к выделке охотничьего пороха и к выполнению первого казённого заказа в 25 000 пуд. ружейного пороха.
Согласно Уставу Общества учредителями его могли быть только лица из русских подданных и таковыми значились: Санкт-Петербургский купец 2-й гильдии Ф. В. Кох, Санкт-Петербургский купец 1-й гильдии К. И. Грубе и д. с. с. В. А. Ренненкампф, которые и образовали во время учредительного собрания 14 августа 1884 г. «Высочайше утверждённое Общество для выделки и продажи пороха» с основным акционерным капиталом в 900 000 рублей, распределённым между 1800 акциями по 500 руб. каждая. Тут же было приступлено к выборам директоров и кандидатов на эту должность, причём в директора Правления оказались избранными: М. Дуттенгофер, И. Гейдеман, К. И. Грубе, В. А. Ренненкампф и Ф. В. Кох, а в кандидаты — А. К. Шредер, Э. К. Фосс и барон Ю. Ю. Деллинсгаузен.
С учреждением Общества участок в 250 десятин, арендованный до той поры у В. А. Ренненкампфа, был приобретён в собственность…
«…По мере установки новых производств, пришлось постепенно увеличить земельную собственность завода и в настоящее время он занимает площадь в 1 664 десятины. На этом участке раскинуто общим числом 371 заводских, хозяйственных и жилых строений, сообщающихся как между собою, так и с конечными пунктами — пристанью на реке Неве и станцией „Дунай“ — посредством конно-железной дороги, общая длина сети которой достигает 33 версты.
Кроме того, столь обширное и разностороннее техническое предприятие, каковым является в настоящее время Шлиссельбургский пороховой завод, потребовало постройки и оборудования ряда вспомогательных установок и мастерских, как-то: котельных и машинных отделений; электрических станций, торфяного и газового заводов (последний в настоящее время упразднён); ремонтных мастерских; лесопильни; мастерской для изготовления жестяных коробок, ящичной мастерской, водокачки, отделения для выжигания древесного угля и проч.»
«Общество, не считаясь с материальными затратами, приложило все старания к тому, чтобы поставить производство в положение, при котором оно, по возможности, менее зависит от чужих заводов, в отношении необходимых ему исходных материалов. Стремление это побудило Общество, в своё время, обзавестись собственным селитренным заводом, …, и следуя тому же принципу, в 1903 г., при ШПЗ был открыт кислотный завод и, кроме того, в том же году было приступлено к постройке тряпичного (хлопко-очистительного) отделения.»
«Особенное внимание уделило Общество улучшению бытовых условий жизни служащих и рабочих; для последних выстроены поместительные казармы и семейные дома, число которых с каждым годом возрастает. Что касается служащих, из коих большинство семейные, то в распоряжение их отведены просторные квартиры, снабжённые всеми удобствами, причём при каждой из них имеется обязательно отдельный сад. Для холостых лиц построено общежитие при клубе служащих, под который отведено отдельное здание. Кроме библиотеки, бильярдной, кегельбана, лаун-тенниса и прочего, при клубе имеется сад с отдельной оранжереей и буфет, где несемейные из служащих могут получать за весьма умеренную плату вполне приличный стол. Для доставления рабочим и их семьям в часы досуга полезных развлечений, был открыт в 1905 г. народный дом со сценой и библиотекой, и все перечисленные учреждения, равно как и два хора певчих и оркестр, сформированные из рабочих, содержатся за счёт завода.
…Наконец, в 1907 году был освящён заводской православный храм во имя Святых апостолов Петра и Павла, вмещающий 1 000 молящихся, церковь строго выдержана в древне-русском стиле и весь причт при ней также содержится за счёт завода»".

Заводской храм был торжественно освящён в 1907 году накануне Петрова дня (архитектор Покровский В. А., его помощник Безпалов И. Ф.; худ. Рерих Н. К., мозаичные работы мастерской Фролова В. А.).
| - Группа служащих ШПЗ. 1916 год. | - Дом директора Шлиссельбургских пороховых заводов | - Сторожка при храме свв. апп. Петра и Павла |

- Сообщение заводов с С.-Петербургом первоначально осуществлялось по реке Неве, а с 1901 г. также и по узкоколейной (750 мм) ветке Ириновской железной дороги.
- Заводы являлись передовым предприятием, как в технологии производства, так и по отношению работодателей к трудящимся.

Производство состояло из нескольких обособленных заводов: динамитного (1893 г.), хлопко-очистительного, кислотного (1903 г.), пироксилинового, селитренного, тетрилового (1908 г.), порохового отдела, мастерской по приготовлению лекальных шашек, жестяное отделение и т. п.
Кроме зданий основных заводов были построены крупные отдельно стоящие мастерские, в целях безопасности удалённые друг от друга на большие расстояния.
Постройки одноэтажные, в зависимости от назначения нескольких типов: производственные корпуса, по большей части одноэтажные кирпичные с лёгкой деревянной крышей, окружённые валами; часть зданий фахверковые.
На заводе была построена первая в России испытательная штольня по образцу правительственной штольни в Гельзенкирхене; оборудовано стрельбище с приборами и приспособлениями для всестороннего исследования баллистических качеств порохов; несколько химических лабораторий. На территории заводов также находились: дом управляющего, старая контора (2 эт. деревянная), новая контора (2 эт. каменная).
- В 1904—1908 гг. на всех заводах были заняты 1287 рабочих, в том числе 1025 мужчин и 262 женщины.
- В 1905 году завод занимал территорию в 1612 десятин и 1992 кв. сажени[2].
- В 1914 году рабочих было уже 1445 человек[3].

Гордостью заводовладельцев, помимо совершенных производственных построек, были: школа для детей рабочих, клуб для служащих, народный дом для рабочих, больница на 34 койки, с операционной, родильным покоем, аптекой, отделением для заразных больных.
Посёлок был разделён на несколько обособленных зон: производственную, жилую для простых рабочих и жилую для служащих, небольшую зону отдыха, где был разбит сад с игровыми площадками.
Улицы протянулись вдоль многочисленных узкоколейных железнодорожных путей, связывавших заводские цеха между собой, с Ириновской ж. д. и с пристанью на Неве. По узкоколейкам подвозили не только сырьё и готовую продукцию, но и дрова к сараям и домам рабочих и служащих.
Главной дорогой посёлка был Кошкинский проспект (ныне[когда?] ул. Мира), получивший своё название от мыса Кошкинский носок на берегу Ладожского озера, к которому и выходил. От него на север отходили Невский проспект, Фонарный проспект, Посеченский (от наименования жилой местности Посечено) проспект.
Нумерация домов четкого порядка не имела, дома в посёлке обозначались номерами.
- По некоторым сведениям, вскоре после начала Первой Мировой войны заводы перешли в ведение Военно-Морского ведомства. Однако сведения не получили подтверждения: в фондах РГА ВМФ хранятся лишь дела, связанные с поставками пороха (Артиллерийская часть), произведенного на заводах Общества.
- Пороховые заводы упоминаются в связи с революционными событиями 1905 года, февраля и октября 1917 года, в которых рабочие завода приняли самое деятельное участие.

## 1917—1930-е годы
- На первом съезде Петроградского Совета рабочих и солдатских депутатов 27 февраля 1917 года было принято решение о немедленном освобождении политических заключённых Шлиссельбургской тюрьмы. Выполнить это решение взялись рабочие ШПЗ: «[…]28 февраля 1917 г. рабочие Пороховых заводов многотысячной толпой подошли с красными знамёнами к крепости и потребовали у начальника освобождения политических».

1 марта Революционный комитет ШПЗ решил освободить всех заключённых Шлиссельбургской тюрьмы. Из заводских рабочих была организована и вооружена боевая дружина. В ночь с 4 на 5 марта по постановлению Ревкома ШПЗ были подожжены тюремные здания, перед этим на завод вывезли библиотеку, продовольствие и амуницию.
В октябре 1919 г., когда над Петроградом нависла опасность захвата войсками Юденича, заводчане сформировали батальон, вступивший в бой с белогвардейцами под ст. Лигово и ст. Сергиево. В ожесточённых боях батальон потерял убитыми и ранеными около двух третей численного состава.
- В 1922 году завод и посёлок получили имя Н. А. Морозова (1854—1946 гг.) — одного из узников шлиссельбургской тюрьмы, приговорённого к вечной каторге.

Николай Александрович — революционер-народоволец, участник покушений на Александра II, писатель, учёный, советским правительством удостоен звания почётного академика.
- Шлиссельбургский уезд в декабре 1922 года был присоединён к Петроградскому уезду; реорганизация утверждена Президиумом ВЦИК 14 февраля 1923 г.

- В 1927 г. после образования Ленинградской области, посёлок вошёл в Пригородный район.
- В августе 1936 г. Ленинградский Пригородный район был упразднен; на его месте были образованы четыре новых района и в их числе Всеволожский.

До советско-финской войны граница проходила в 60 километрах к северу от заводов. По Московскому мирному договору с Финляндией 1940 г. она отодвинулась на 100 км; административная граница Всеволожского района с Выборгским и Кексгольмским районами Карело-Финской ССР почти полностью совпала с бывшей советско-финской. По указу Президиума Верховного Совета СССР от 24 ноября 1944 г. вышеупомянутые районы были включены в состав Ленинградской области.

## Великая Отечественная война. 1941—1944 годы
Германские войска вышли к Неве 8 сентября 1941 г., замкнув вокруг Ленинграда кольцо блокады. В тот день Первая дивизия войск НКВД оставила город Шлиссельбург, переправилась на правый берег реки, и заняла оборону от Невской Дубровки до деревни Кошкино. Посёлок имени Морозова оборонял 2-й полк дивизии. 498 дней длилась героическая оборона Шлиссельбургской крепости; она стала одним из основных плацдармов для прорыва блокады Ленинграда в ходе операции «Искра», проведённой 12—18 января 1943 года.
В 12 километрах к северу от заводов находится мыс Осиновец, от которого пролегла через Ладогу Дорога Жизни, связавшая осаждённый Ленинград со страной, или, как тогда говорили, с Большой землёй.
Пороховые заводы продолжали работать во время войны, выпуская продукцию под постоянными обстрелами врага. В подвале храма располагался госпиталь.

## Послевоенное время
Жилищное строительство в посёлке в послевоенное время велось по правую нечётную сторону улицы Мира. Центральная его часть в 1950-е годы застроена монументальными 3—4-этажными «сталинскими» зданиями, разбита центральная площадь с Домом Культуры и садом позади него. В 1970—1980 годы застройка велась типовыми панельными пятиэтажными домами.
В конце пятидесятых[когда?] годов были разобраны развалины церкви Апостолов Петра и Павла. Сохранилось лишь здание сторожки, которое использовалось под жильё, с огородом при нём.
На части фундамента храма была построена каменная одноэтажная контора строительного управления по прокладке тепловых сетей СУ-58, на прилегающем участке размещалась стоянка автомашин и спецтехники, был устроен въезд с улицы Чекалина, ныне[когда?] не используемый.
В 1984 году к своему 100-летию завод был награждён орденом Октябрьской Революции. Пороховые заводы, изначально бывшие градообразующим предприятием, расширяли производство, и к началу 1990-х годов население посёлка достигло 12-ти тысяч жителей, в основном рабочих завода и членов их семей. В 2003 году цех № 3 был выделен в ЗАО «Морозовский химический завод», основной продукцией которого стали промышленные лакокрасочные материалы.

## Директора завода
- Вишняков Иван Игнатьевич (1917—1933 гг.)
- Почекуев Григорий Васильевич (1934—1935 гг.)
- Калманович (1936—1937 гг.)
- Дмитриев Герасим Тихонович (1937—1939 гг.)
- Григорьев Николай Николаевич (1939—1942 гг.)
- Портнов Анатолий Петрович (1942—1947 гг.)
- Мартынов Никита Павлович (1947—1949 гг.)
- Жаринов Алексей Алексеевич (1949—1952 гг.)
- Жидков Иван Осипович (1952—1958 гг.)
- Дорошков Сергей Иванович (1958—1966 гг.)
- Кахневич Лев Павлович (1966—1977 гг.)
- Лабазов Михаил Дмитоиевич (1977—1985 гг.)
- Живушкин Алексей Николаевич (1985—2001 гг.)
- Ларкин Борис Антонович (2001—2004 гг.)
- Джуманиязов Владимир Явбосарович (с 2004-2022 г. по наст. время)
- Агеев Евгений Герасимович (с 2022 г. по наст. время).